# Йосип Фрішчич
Йо́сип Фрі́шчич (хорв. Josip Friščić, нар. 15 серпня 1949 р., Суботиця Подравська, нині в Копривницько-Крижевецькій жупанії Хорватії—23 січня 2016) — хорватський політичний діяч, заступник Голови хорватського парламенту, голова Хорватської селянської партії.
Проживав у селі Копривницький Іванець, в якому за роки громадської роботи суттєво поліпшив соціальну сферу та побут односельців. У 1971 році долучається до роботи Товариства фінансування початкової освіти, а 1989 року обирається секретарем Самоврядної спільноти за інтересами, яка займалася питаннями виховання та початкової освіти громади Копривниця тодішньої СР Хорватії. Рішенням жупана Копривницько-Крижевецької жупанії від 29 червня 1993 року його було призначено виконувачем обов'язків секретаря Секретаріату з економіки в Копривниці, а в січні 1994 року він призначається на посаду в.о. начальника Управління економіки Копривницько-Крижевецької жупанії.
З початком агресії проти Хорватії та з виникненням воєнної небезпеки Фрішчича було включено до складу муніципального кризового штабу Копривниці. Він виконує завдання, пов'язані з функціонуванням соціальних послуг, та займається питаннями організації приймання і надання допомоги переміщеним особам та біженцям. Рішенням Канцелярії хорватського уряду призначається головою Комісії зі збору та розподілу гуманітарної допомоги. У 1992 році вступає в ХСП. Після ухвалення Закону про місцеве самоврядування і адміністрацію та набуття внаслідок цього містом Копривниця статусу одиниці місцевого самоврядування його призначено начальником Управління фінансів та економіки міста Копривниця. Два строки Фрішчич ухвалою скупщини Копривницько-Крижевецької жупанії обирався до складу виконавчого органу жупанії.
Тривалий час був членом робочих груп з розробки програм розвитку муніципалітету Копривниця і Копривницько-Крижевецької жупанії. Особливий внесок робить як розробник програми розвитку підприємницьких зон малого і середнього підприємництва та їхнього зв'язку з великими суб'єктами господарювання. Впродовж багатьох років обіймає багато посад у громадських, спортивних і гуманітарних організаціях. Після виборів у 2001 році обирається жупаном Копривницько-Крижевецької жупанії, яким залишається до 2008 року. В трудовій діяльності особливо переймається покращенням матеріальної бази сфери соціальної турботи про дітей дошкільного віку і молодших школярів. Керував роботою щодо побудови низки об'єктів у цій сфері за повномасштабного співробітництва і надання допомоги господарниками громади Копривниця. Заснував велику кількість первинних та муніципальних організацій Хорватської селянської партії. 17 грудня 2005 року його обрано Головою ХСП. З 11 січня 2008 року — заступник Голови хорватської парламенту.